# Gaffney (Caroline du Sud)
Pour les articles homonymes, voir Gaffney.
La ville de Gaffney est le siège du comté de Cherokee, situé dans l’État de Caroline du Sud, aux États-Unis. Sa population s’élevait à 12 539 habitants lors du recensement de 2010, estimée à 12 920 habitants en 2016.

## Histoire
La localité doit son nom à Michael A. Gaffney, qui dans la première moitié du XIXe siècle avait construit une taverne autour de laquelle la localité s'est ensuite développée.

## Démographie
| 1880 | 1890  | 1900  | 1910  | 1920  | 1930  |
| ---- | ----- | ----- | ----- | ----- | ----- |
| 400  | 1 631 | 3 937 | 4 767 | 5 065 | 6 827 |

| 1940  | 1950  | 1960   | 1970   | 1980   | 1990   |
| ----- | ----- | ------ | ------ | ------ | ------ |
| 7 636 | 8 123 | 10 435 | 13 253 | 13 453 | 13 145 |

| 2000   | 2010   | - | - | - | - |
| ------ | ------ | - | - | - | - |
| 12 968 | 12 414 | - | - | - | - |

## Dans la fiction
Dans la série télévisée House of Cards, Gaffney est la ville natale du personnage principal, Frank Underwood.

## Personnalités liées à la ville
- Andie MacDowell (1958), actrice, née à Gaffney.
- Sara McMann, (1980), lutteuse.
- Michael McCluney (1984), chanteur et membre du groupe Day26, née à Gaffney.
- Mikki Moore (1975), joueur de basket-ball, née à Gaffney.

## Source
- (en) Cet article est partiellement ou en totalité issu de l’article de Wikipédia en anglais intitulé « Gaffney, South Carolina » (voir la liste des auteurs).